# St Hilda’s College w Oksfordzie
St Hilda's College (Kolegium św. Hildy) – jedno z kolegiów wchodzących w skład University of Oxford. Powstało w 1893 jako kolegium przeznaczone wyłącznie dla kobiet. Koedukacja została w nim wprowadzona dopiero w 2008 roku – najpóźniej ze wszystkich oksfordzkich kolegiów. Obecnie liczy ok. 555 studentów obu płci, w tym ok. 400 słuchaczy studiów licencjackich oraz 155 magistrantów i doktorantów. 

## Znane absolwentki
- Zeinab Badawi – dziennikarka
- Susan Blackmore – psycholożka i matematyczka
- Susanna Clarke – pisarka
- Val McDermid – pisarka
- Gillian Shephard – polityk
- Barbara Pym – pisarka